# Mabolwe
Mabolwe è un villaggio del Botswana situato nel distretto Centrale, sottodistretto di Bobonong. Il villaggio, secondo il censimento del 2011, conta 701 abitanti.

## Località
Nel territorio del villaggio sono presenti le seguenti 10 località:
- Chilong di 6 abitanti,
- Gwanyong di 5 abitanti,
- Mabolwe Vet Camp di 4 abitanti,
- Makosho di 6 abitanti,
- Mmamatswidi di 7 abitanti,
- Nkolongwe di 8 abitanti,
- Rantswiyo,
- Sekwede di 3 abitanti,
- SSG Camp di 46 abitanti,
- Tombonseche di 3 abitanti